# Zlatan Arnautović
Zlatan Arnautović, född 2 september 1956 i Prijedor i SFR Jugoslavien (nuvarande Bosnien och Hercegovina), är en tidigare jugoslavisk handbollsmålvakt. Han var med och tog OS-guld 1984 i Los Angeles

## Klubbar
- RK Prijedor
- RK Borac Banja Luka (–1986)
- FC Barcelona (1986–1987)
- Lagisa Naranco (1987–1989)
- RK Borac Banja Luka (1989–?)